# Lebed (rivière)
Pour les articles homonymes, voir Lebed.
Le Lebed (en russe : Лебедь) est une rivière de Russie qui coule dans la république de l'Altaï en Sibérie occidentale. C'est un affluent de la Biia en rive droite, donc un sous-affluent de l'Ob.

## Géographie
Le Lebed prend naissance sur le versant nord-ouest des Monts Saïan occidentaux, non loin des sources du Mras-Sou. Il se dirige vers le nord durant les premiers 25 kilomètres de son parcours, puis il effectue un changement brusque d'orientation qui le mène globalement vers l'ouest. Il se jette dans la Biia en rive droite, à une altitude de 300 mètres, à Oust-Lebed, à peu de distance en aval de la ville de Tourotchak chef-lieu du raion Tourotchakski (Турочакский район). La rivière ne baigne aucune ville importante.

## Affluents
- Le Baïgol (rive gauche) [1]

## Hydrométrie - Les débits mensuels à Oust-Lebed
Le débit du Lebed a été observé pendant 50 ans (entre 1936 et 1985) à Oust-Lebed, petite localité située à 4 kilomètres en amont de son embouchure dans la Biia. 
Le débit inter annuel moyen ou module observé à Oust-Lebed durant cette période était de 96,0 m3/s pour une surface de drainage de 4 500 km2, soit la totalité du bassin versant de la rivière.
La lame d'eau écoulée dans ce bassin versant se monte ainsi à 673 millimètres par an, ce qui peut être considéré comme très élevé. 
Rivière alimentée en partie par la fonte des neiges, mais aussi par les pluies de la saison chaude, le Lebed est un cours d'eau de régime nivo-pluvial. 
Les hautes eaux se déroulent au printemps, aux mois d'avril et de mai et parfois début juin, avec un sommet bien net en mai, ce qui correspond au dégel et à la fonte des neiges. Le bassin de la rivière bénéficie de précipitations abondantes en toutes saisons, particulièrement sur les hauts sommets. Elles tombent sous forme de pluie en saison estivale et automnale. Les pluies expliquent que le débit de juillet à octobre soit très soutenu. On constate même un léger rebond en automne, aux mois de septembre et d'octobre, sous l'effet des pluies de la saison. En novembre, le débit de la rivière baisse rapidement, ce qui mène à la période des basses eaux. Celle-ci a lieu de décembre à mars inclus et correspond à l'hiver et aux puissantes gelées qui s'abattent sur toute la région.  
Le débit moyen mensuel observé en février (minimum d'étiage) est de 5,84 m3/s, soit à peine 1,5 % du débit moyen du mois de mai (380 m3/s), ce qui témoigne de l'amplitude extrêmement importante des variations saisonnières. Sur la durée d'observation de 50 ans, le débit mensuel minimal a été de 2,16 m3/s en février 1968, tandis que le débit mensuel maximal s'élevait à 885 m3/s en mai 1937.
En ce qui concerne la période estivale, libre de glaces (de mai à septembre inclus), le débit minimal observé a été de 9,99 m3/s en août 1974. Un débit mensuel estival inférieur à 10 m3/s est rarissime.